# Diospyros kotoensis
Diospyros kotoensis är en tvåhjärtbladig växtart som beskrevs av Takasi Takashi Yamazaki. Diospyros kotoensis ingår i släktet Diospyros och familjen Ebenaceae. Inga underarter finns listade i Catalogue of Life.